# Vallée du Rhône (Suisse)
Pour les articles homonymes, voir Vallée du Rhône.
 (juin 2011).
Si vous disposez d'ouvrages ou d'articles de référence ou si vous connaissez des sites web de qualité traitant du thème abordé ici, merci de compléter l'article en donnant les références utiles à sa vérifiabilité et en les liant à la section « Notes et références ».
En Suisse, on désigne spécifiquement par vallée du Rhône, ou plaine du Rhône, la région située de part et d'autre du Rhône, entre Brigue et Saint-Maurice. C'est une vallée glaciaire.

## Toponymie
La vallée du Rhône tient son nom du fleuve qui la parcourt, le Rhône, qui lui-même prend sa source au glacier du Rhône. Le nom du fleuve est attesté pour la première fois dès la première moitié du VIe siècle av. J.-C. sous la forme latinisée Rhodanus, qui serait une combinaison des mots celtiques *rod « rivière » et *danu « hardi, fier » ou de l’indo-européen *(f)rodan-us « cours d'eau ». Selon Pierre-Yves Lambert, l'élément danu- est un probable parent de dánae, un adjectif irlandais signifiant « audacieux, hardi, violent » ; il se retrouve notamment dans le nom du Danube (Danuuios). Une autre hypothèse d’Ernest Nègre se base sur un élément préceltique *rod « couler, humidité » et le suffixe gaulois -ano.
La vallée du Rhône a inspiré le nom du canton du Valais, Valais ayant pour origine le nom latin Vallenses « habitants de la vallée ».

## Géographie

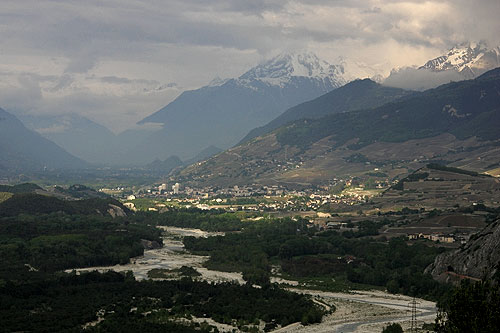
Malgré des zones presque entièrement plates, il y a aussi des mouvements de terrains au milieu de la vallée.

S'étirant sur environ 80 km, la vallée glaciaire du Rhône a un dénivelé moyen au kilomètre de 2,75 mètres, le point le plus bas est à Martigny à 471 mètres, et le plus haut à Brigue, à 691. Sa largeur varie entre 1,8 et 3,6 km[réf. souhaitée].
Historiquement et culturellement, la région située entre Saint-Maurice et l'embouchure du Rhône dans le Léman fait partie du Chablais (divisé en Suisse entre le Chablais valaisan sur la rive gauche du Rhône et le Chablais vaudois sur la rive droite) ; elle ne fait pas partie de la vallée du Rhône culturelle suisse bien que le fleuve la traverse. Dans ce cas le point le plus bas de la vallée du Rhône est situé au coude du fleuve à Martigny dans le canton du Valais[réf. souhaitée]. En revanche, d'un point de vue géographique et géomorphologique, la vallée glaciaire du Rhône s'étend de la source du fleuve à l'embouchure du Rhône dans le Léman et inclut ainsi la vallée située entre Saint-Maurice et l'embouchure du Rhône dans le Léman.

## Climat et végétation
La vallée du Rhône se caractérise par un climat particulier, plus chaud et sec que dans les régions avoisinantes. On y rencontre régulièrement des situations de foehn. C’est aussi la région la plus sèche du pays : elle reçoit deux fois moins de précipitations pluvieuses que le Plateau suisse[réf. souhaitée].

## Économie
La vallée du Rhône est intensément cultivée, surtout par le fait des hautes températures qui permettent de cultiver des abricots, et aussi l'ensoleillement qui permet d'avoir de nombreuses vignes sur les coteaux. Il y a aussi de nombreuses industries chimiques, comme à Viège.